# Longsols
Longsols település Franciaországban, Aube megyében. Lakosainak száma 132 fő (2022. január 1.). Longsols Val-d’Auzon, Avant-lès-Ramerupt, Charmont-sous-Barbuise, Onjon, Pougy és Verricourt községekkel határos.

## Népesség
A település népességének változása:
| Lakosok száma | 181  | 147  | 137  | 125  | 122  | 123  | 125  | 126  | 128  | 132  |
|               | 1968 | 1982 | 1990 | 2006 | 2013 | 2015 | 2017 | 2019 | 2020 | 2022 |